# Surfacing
Surfacing è il quarto album in studio di Sarah McLachlan, pubblicato nel 1997.
È, fino ad ora, l'album di maggiore successo della cantautrice canadese, grazie al traino operato da singoli come "Angel" (incluso nella colonna sonora del film La città degli angeli), "Adia" e "Building a Mystery".
Sebbene rimase alla posizione numero 1 della Billboard Canadian Albums per solo una settimana, Surfacing si è dimostrato un best seller della musica pop degli anni Novanta in Canada, vedendo certificato disco di diamante nel Paese per aver superato la soglia del milione di copie vendute.

## Nascita del disco
Dopo la pubblicazione del suo terzo album Fumbling Towards Ecstasy, avvenuta nel 1993, la McLachlan rimase in tour per due anni e mezzo. Avrebbe dovuto iniziare a lavorare a un nuovo album nell'aprile 1996 ma fu colta da un periodo di crisi. Dichiarò in seguito: "Finito il tour pensavo che la canzone Fumbling fosse la mia massima realizzazione in musica, e che non avrei mai più inciso un disco. Non riuscivo a immaginare di scrivere una singola nuova canzone. Per molto tempo soffrii di un forte blocco psicologico". Cercò di lavorare in studio di registrazione nel Québec ma con scarsi risultati. Su suggerimento del suo manager ritornò a casa a Vancouver e si prese sei mesi di vacanza. Dopo la pausa e delle sedute dallo psicanalista la cantante riprese controllo della propria creatività e cominciò a scrivere materiale per un nuovo album.
Una delle prime canzoni a essere scritte fu "Angel". La McLachlan disse che scriverla fu "un'occasione di pura gioia". Ispirata da articoli letti su Rolling Stone, la canzone si riferisce ai musicisti che ricorrono alle droghe e finiscono poi in overdose. La cantante si identificava nei sentimenti che possono spingere all'uso di eroina: "Anch'io sono stata così con le spalle al muro e fottutamente persa da non sapere più chi ero, ti senti sperduta, ed è allora che cerchi una via di fuga. Non sono mai ricorsa all'eroina, ma a tante altre cose nel tentativo di scappare". "Angel" parla del "tentativo di non assumersi responsabilità delle cazzate degli altri e il tentativo di amare se stessi allo stesso tempo". Concluso l'album, la McLachlan dichiarò: "Ero felicissima sapendo di poterlo pubblicare. Una volta finito non ci pensai due volte."

## Tracce
1. "Building a Mystery" – 4:07 (McLachlan/Marchand)
2. "I Love You" – 4:44 (McLachlan)
3. "Sweet Surrender" – 4:00 (McLachlan)
4. "Adia" – 4:05 (McLachlan/Marchand)
5. "Do What You Have to Do" – 3:47 (McLachlan/Wolstenholme)
6. "Witness" – 4:45 (McLachlan/Marchand)
7. "Angel" – 4:30 (McLachlan)
8. "Black & White" – 5:02 (McLachlan)
9. "Full of Grace" – 3:41 (McLachlan)
10. "Last Dance" – 2:33 (McLachlan)